# Bayou

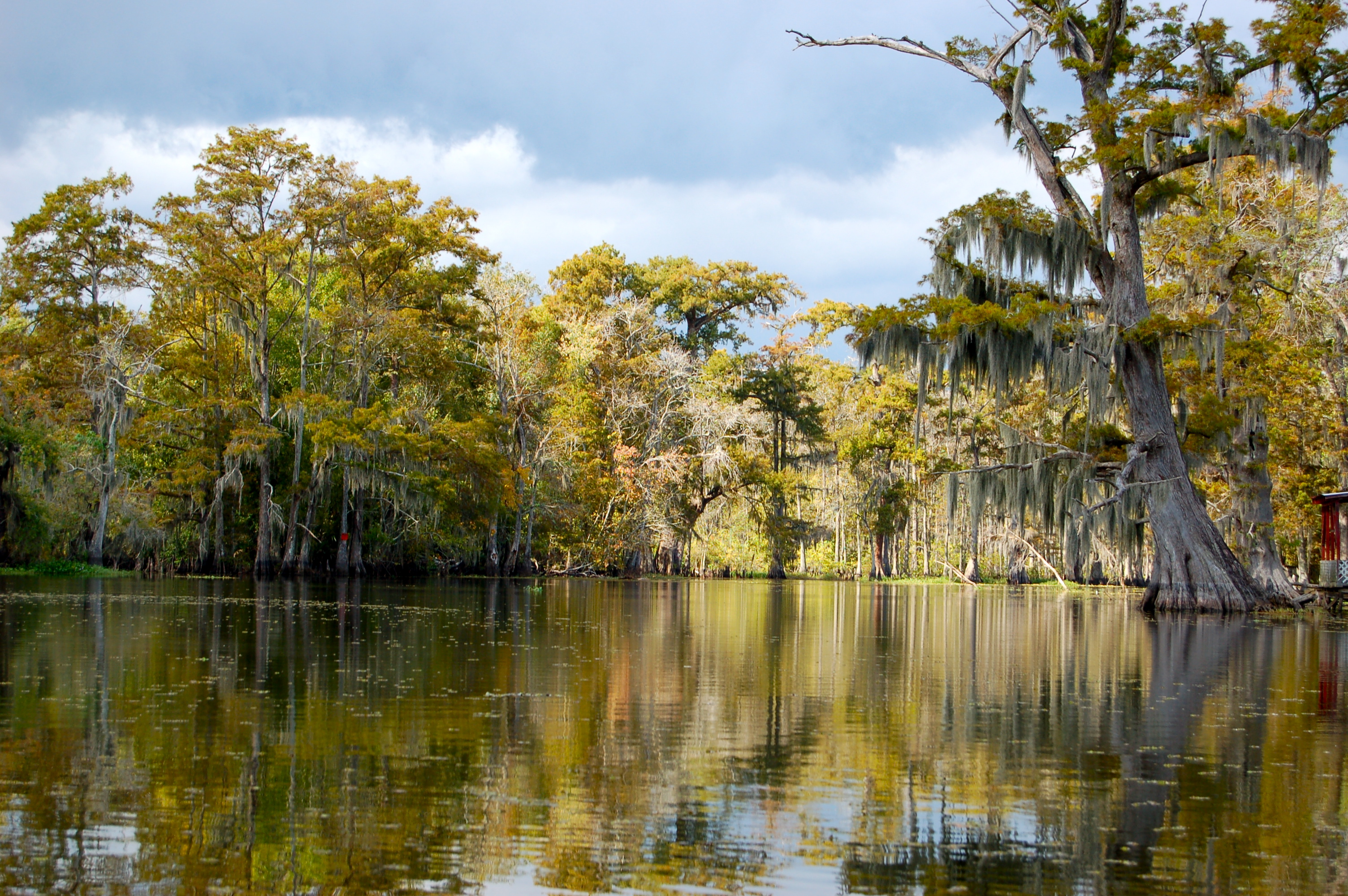
Der Bayou Corne in Louisiana

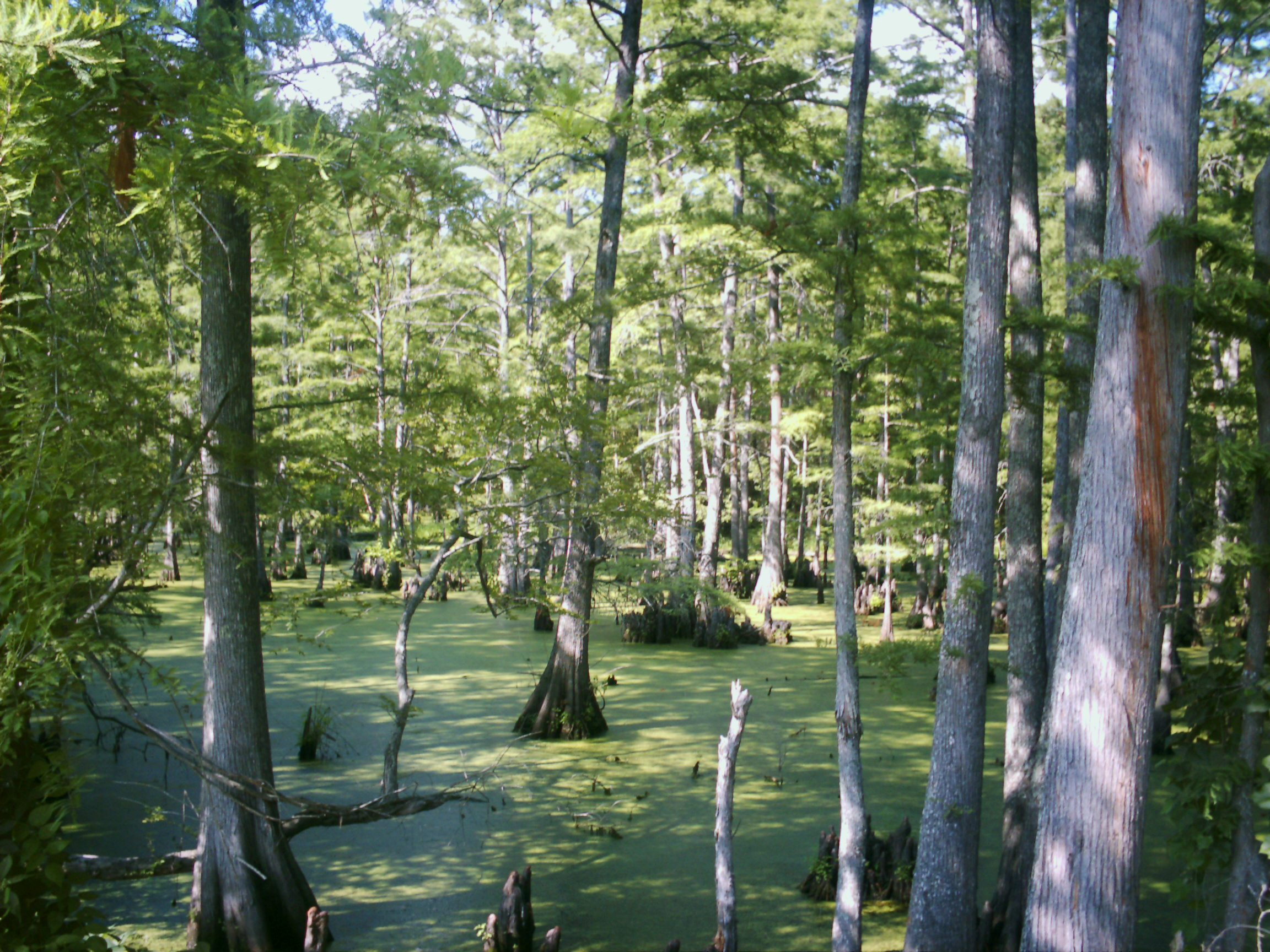
Der Big Cypress Bayou bei Jefferson, Texas

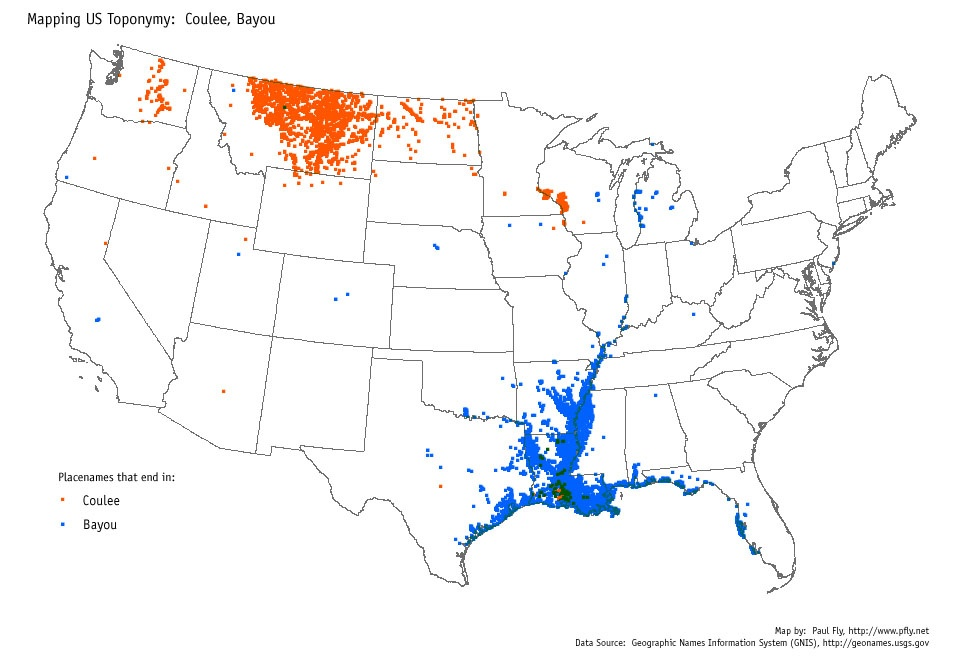
Verbreitungskarte zu den Namensbestandteilen Bayou (blau) und Coulee laut GNIS Datenbank

Bayou ist eine in den Südstaaten der USA und hier insbesondere in Louisiana verbreitete Bezeichnung für stehende oder langsam fließende Gewässer. Bis heute wird der Begriff vor allem mit der Cajun-Kultur assoziiert, die sich besonders in den schwer zugänglichen Sumpflandschaften des Mississippi-Mündungsdeltas entwickelte, in denen Bayous oft die einzigen Verkehrswege sind.

## Etymologie und Definition
Das Wort bayou geht wohl auf ein indianisches Wort zurück (vgl. Choctaw bayuk für „kleiner Strom“) und wurde dann von den französischen Siedlern der Kolonie Louisiana übernommen. 1699 erschien der Begriff erstmals im Bericht einer französischen Expedition an die Nordküste des Lake Pontchartrain, der unmittelbar nördlich des heutigen New Orleans liegt. Mit dem weiteren Vordringen der französischen Siedler, der Cajun, wurden immer neue Gewässer entlang der Küste des Golfs von Mexiko und stromaufwärts im Tal des Mississippi mit dem Namenszusatz Bayou belegt. Spätestens nachdem Louisiana 1803 im Louisiana Purchase an die Vereinigten Staaten gefallen war, wurde das Wort auch von den englischsprachigen Bewohnern der Region übernommen und etwa für sumpfige Gewässer in der Küstenebene von Texas gebraucht.
Besonders landschaftsprägend sind Bayous im Mündungsdelta des Mississippi und der westlichen Küstenebene des Bundesstaats Louisiana, häufig auch als „Bayou Country“ bezeichnet. Hier steht das Wort meist für Altwasserarme oder -seen, aber auch allgemein für langsam fließende Flüsse oder Bäche mit meist versumpften Ufern. Der Verteilungsschwerpunkt von Orts- und Gewässernamen mit dem Zusatz Bayou liegt in Louisiana, dem Süden von Arkansas sowie im Südosten von Texas (hier etwa der Buffalo Bayou); weitere Beispiele finden sich ostwärts bis Florida und nordwärts bis Illinois.

## Rezeption
Als literarische Bearbeitungen seien etwa Kate Chopins Werke wie Bayou Folk (1894) oder Beyond the Bayou genannt. In der Musik taucht der Begriff beispielsweise in Hank Williams’ Song Jambalaya (on the Bayou) oder in B. B. Kings Album Blues on the Bayou aus dem Jahr 1998 auf; bekannt sind auch Born on the Bayou von Creedence Clearwater Revival und Blue Bayou von Roy Orbison. Im Videospiel Red Dead Redemption 2 gibt es den fiktiven Bundesstaat Lemoyne mit der Region Bayou Nwa.